# Czechosłowackie monety obiegowe

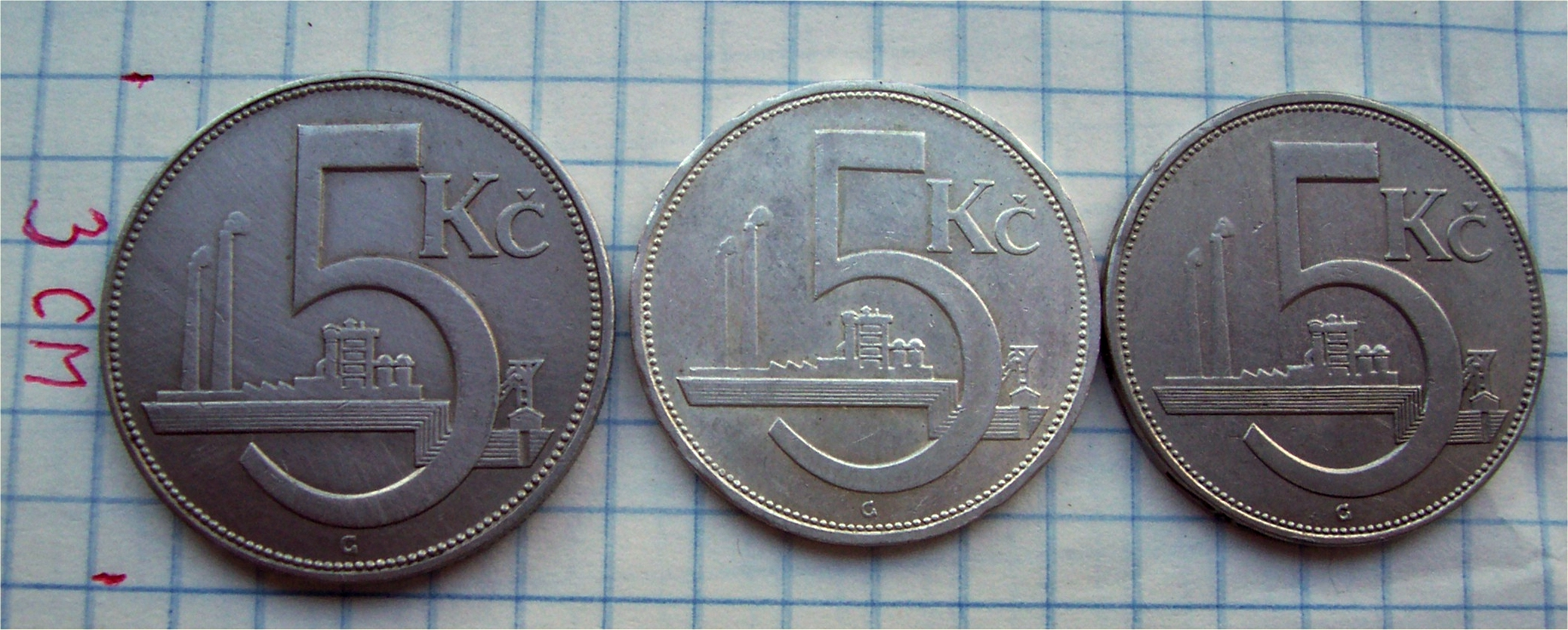
Monety o nominale 5 Kč: miedzioniklowa wg wzoru z 1925 roku, srebrna z 1928 roku oraz niklowa z 1938 roku

Czechosłowackie monety obiegowe – monety emitowane przez czechosłowacki bank centralny lub jego odpowiednik w latach 1922–1938 oraz 1946–1992 o nominałach korony (Kč bądź Kčs), halerza (h) lub ich wielokrotności. Wzór monet w tym okresie zmieniał się wielokrotnie, także w następstwie modyfikacji urzędowej nazwy kraju oraz herbu państwowego. Ponadto wobec wahań siły czechosłowackiej korony część monet – mimo zachowania dotychczasowego wzoru – w kolejnych latach wytwarzano w różnych rozmiarach i z różnych stopów.

## Pierwsza i druga republika (1919–1939)

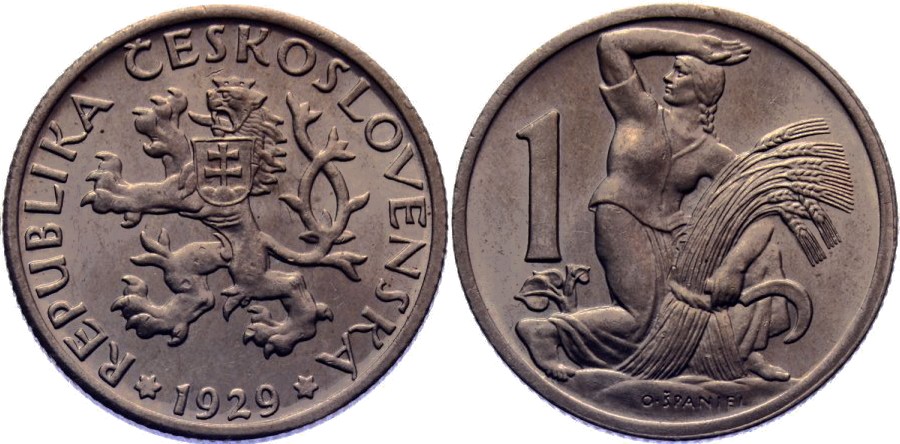
Moneta o nominale 1 Kč według wzoru z 1922 roku

Pierwsza seria czechosłowackich monet została zaprojektowana przez Otakara Španiela. Składały się na nią numizmaty o nominałach 2, 5, 10, 20 i 50 h oraz 1 Kč. Na awersie każdej z nich widniało godło małego herbu państwowego – wspięty czeski koronowany lew o podwójnym ogonie, niosący na piersi herb Słowacji – krzyż na trójwzgórzu. Rewers monet o nominałach 2, 5 i 10 h zdobił wizerunek praskiego Mostu Karola. Na monecie 20-halerzowej umieszczono sierp oraz pięć kłosów zboża przewiązanych razem z gałązką lipową. Na rewersie monety o nominale 50 h znalazły się związane razem dwie gałązki lipy oraz sześć kłosów zboża, zaś na monecie o dwukrotnie wyższym nominale – ocierająca pot z czoła żniwiarka. Pierwsze partie tych monet wybito w latach 1921 (20 i 50 h), 1922 (10 h i 1 Kč) oraz 1923 (2 i 5 h). Do obiegu trafiły w roku wybicia lub w kolejnym.
Następnie w 1925 roku rozpoczęto bicie monety o nominale 5 Kč, wytwarzanej początkowo z miedzioniklu, od 1928 roku ze srebra, a od 1937 roku z niklu. Jej projektantem był Otto Gutfreund, a na rewersie widniała nowoczesna fabryka z dwoma kominami i wieżą szybową.
W 1930 i 1933 roku wybito pierwsze srebrne monety o nominałach odpowiednio 10 i 20 Kč, których projektantem był Jaroslav Horejc. Awers obu przedstawiał stylizowany średni herb państwowy. Na rewersie monety 10-koronowej umieszczono postać kobiecą wraz z symbolami przemysłu i rolnictwa. Na monecie o nominale 20 Kč znalazły się trzy podające sobie ręce postacie męskie z młotem (przemysł), pługiem (rolnictwo) i kaduceuszem (handel). Ponadto w 1933 roku wyemitowano monety o nominale 25 h zaprojektowane przez Otakara Španiela.
W 1938 roku uchwalono ustawę przewidującą m.in. bicie srebrnych monet o nominale 50 Kč, jednak nigdy nie doszło do ich emisji.
| nominał    | emisja | wycofanie                    | stop          | średnica [mm] | masa [g] | rant               | przypisy                                                      |
| ---------- | ------ | ---------------------------- | ------------- | ------------- | -------- | ------------------ | ------------------------------------------------------------- |
| 2 halerze  | 1924   | 1928                         | cynk          | 17            | 2        | gładki             | [ 20 ] [ 21 ] [ 22 ] [ 23 ] [ 2 ] [ 24 ]                      |
| 5 halerzy  | 1923   | • 1941 CM • 1942 S           | mosiądz       | 16            | 1,67     | gładki             | [ 20 ] [ 25 ] [ 26 ] [ 27 ] [ 28 ] [ 3 ] [ 29 ]               |
| 10 halerzy | 1923   | • 1940 S • 1941 CM • 1947 CS | mosiądz       | 18            | 2        | gładki             | [ 20 ] [ 30 ] [ 31 ] [ 32 ] [ 27 ] [ 33 ] [ 34 ] [ 4 ] [ 35 ] |
| 20 halerzy | 1922   | • 1940 S • 1941 CM • 1953 CS | miedzionikiel | 20            | 3,33     | gładki             | [ 36 ] [ 37 ] [ 38 ] [ 27 ] [ 28 ] [ 33 ] [ 39 ] [ 5 ] [ 40 ] |
| 25 halerzy | 1933   | • 1940 S • 1941 CM           | miedzionikiel | 21            | 4        | ząbkowany          | [ 41 ] [ 42 ] [ 43 ] [ 27 ] [ 39 ] [ 18 ] [ 44 ]              |
| 50 halerzy | 1922   | • 1941 CM, S • 1953 CS       | miedzionikiel | 22            | 5        | ząbkowany          | [ 36 ] [ 37 ] [ 38 ] [ 28 ] [ 27 ] [ 33 ] [ 39 ] [ 6 ] [ 45 ] |
| 1 korona   | 1922   | • 1941 CM, S • 1947 CS       | miedzionikiel | 25            | 6,67     | ząbkowany          | [ 36 ] [ 46 ] [ 47 ] [ 28 ] [ 48 ] [ 33 ] [ 49 ] [ 7 ] [ 50 ] |
| 5 koron    | 1925   | 1931                         | miedzionikiel | 30            | 10       | ząbkowany          | [ 51 ] [ 52 ] [ 13 ] [ 53 ] [ 10 ] [ 54 ]                     |
| 5 koron    | 1929   | • 1939 S • 1953 CS           | srebro        | 27            | 7        | dekorowany 〜 × 〜 | [ 55 ] [ 16 ] [ 56 ] [ 28 ] [ 39 ] [ 11 ] [ 57 ]              |
| 5 koron    | 1938   | • 1939 S • 1941 CM • 1947 CS | nikiel        | 27            | 8        | dekorowany 〜 × 〜 | [ 58 ] [ 59 ] [ 48 ] [ 28 ] [ 33 ] [ 49 ] [ 12 ] [ 60 ]       |
| 10 koron   | 1931   | • 1940 S • 1953 CS           | srebro        | 30            | 10       | ząbkowany          | [ 55 ] [ 16 ] [ 61 ] [ 39 ] [ 14 ] [ 62 ]                     |
| 20 koron   | 1934   | 1953                         | srebro        | 34            | 12       | dekorowany 〜 × 〜 | [ 41 ] [ 17 ] [ 39 ] [ 15 ] [ 63 ]                            |

## Powojenna Czechosłowacja (1945–1960)

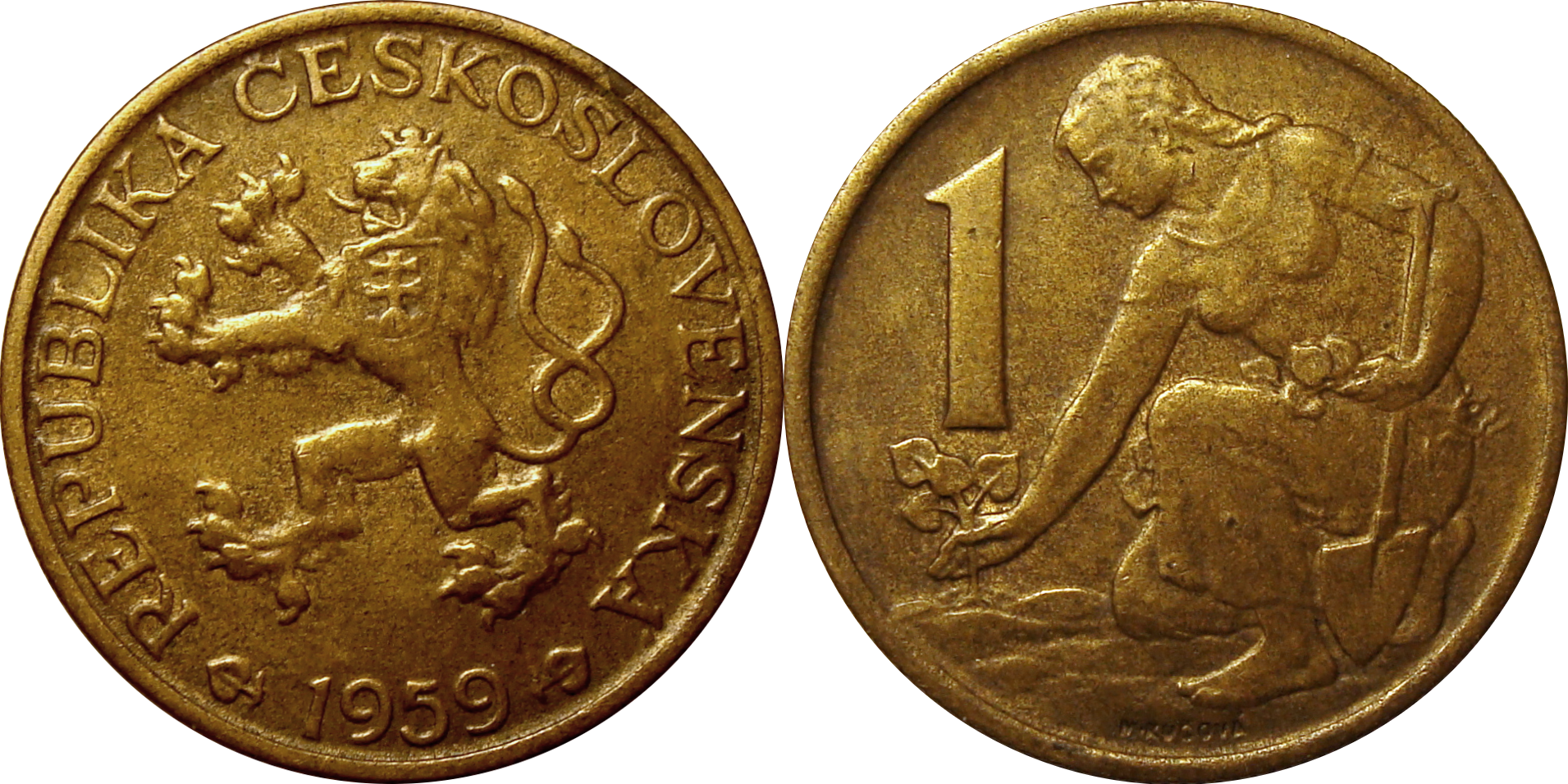
Moneta o nominale 1 Kčs według wzoru z 1957 roku

W lipcu 1945 roku przywrócono do obrotu przedwojenne monety o nominałach 10, 20, 50 h oraz 1 i 5 Kčs, jednocześnie dopuszczając tymczasowo posługiwanie się koronami Protektoratu Czech i Moraw oraz koronami tisowskiej Słowacji. Ich demonetyzacja nastąpiła w znacznej mierze w 1947 roku, jednak z części z nich można było korzystać jeszcze w 1951 roku. Wkrótce przystąpiono do bicia – według przedwojennego wzoru – nowej partii monet, które z uwagi na powojenną sytuację gospodarczą kraju wytwarzano nie tylko z tańszych stopów metali, ale też w wyraźnie mniejszych rozmiarach.
W 1946 roku rozpoczęto bicie monet o nominale 1 Kčs, a rok później 20 i 50 h – według projektu Španiela sprzed 25 lat. Począwszy od roku 1950 (1 Kčs) i 1951 (20 h, 50 h) wszystkie je wytwarzano z aluminium. W 1952 roku wybito aluminiową monetę o przedwojennym wzorze 5 Kč, jednak wobec zbliżającej się reformy walutowej nigdy nie trafiła ona do obiegu. Ponadto w 1947 roku wyemitowano niewystępującą dotąd w obrocie monetę o nominale 2 Kčs. Na jej rewersie znalazł się portret Janosika według projektu Josefa Wagnera. Ustawa z 1948 roku wprowadzała do systemu monetarnego Czechosłowacji monetę o nominale 50 Kčs, która jednak ostatecznie nie została wyemitowana.
Po zmianach ustrojowych w 1953 roku przystąpiono do emisji nowej serii aluminiowych monet o nominałach 1, 3, 5, 10 i 25 h. Ich awers nie różnił się od wzoru z lat 20., jednak na rewersie prócz nominału monety umieszczono wieniec z lipowych gałązek oraz socjalistyczną pięcioramienną gwiazdę. Wobec wpływu polityki Związku Radzieckiego w obiegu pojawiły się nietypowe dla terenów Czechosłowacji monety o wartościach nominalnych 3 i 25 halerzy, które zastąpiły tradycyjne monety dwu- i dwudziestohalerzowe. Cztery lata później rozpoczęto bicie wykonanej z brązalu monety o nominale 1 Kčs. Wzór jej rewersu – przedstawiający postać kobiecą z lipową sadzonką – zaprojektowała Marie Uchytilová.
| nominał    | emisja | wycofanie | stop          | średnica [mm] | masa [g] | rant      | przypisy                                       |
| ---------- | ------ | --------- | ------------- | ------------- | -------- | --------- | ---------------------------------------------- |
| 20 halerzy | 1948   | 1953      | mosiądz       | 18            | 2        | gładki    | [ 76 ] [ 39 ] [ 67 ] [ 77 ]                    |
| 20 halerzy | 1951   | 1953      | aluminium     | 16            | 0,5      | gładki    | [ 78 ] [ 39 ] [ 70 ] [ 79 ]                    |
| 50 halerzy | 1947   | 1953      | mosiądz       | 20            | 3        | gładki    | [ 80 ] [ 39 ] [ 68 ] [ 81 ]                    |
| 50 halerzy | 1951   | 1953      | aluminium     | 18            | 0,67     | gładki    | [ 82 ] [ 39 ] [ 71 ] [ 83 ]                    |
| 1 korona   | 1946   | 1953      | miedzionikiel | 21            | 4,5      | ząbkowany | [ 84 ] [ 39 ] [ 66 ] [ 85 ]                    |
| 1 korona   | 1950   | 1953      | aluminium     | 21            | 1,33     | ząbkowany | [ 86 ] [ 39 ] [ 69 ] [ 87 ]                    |
| 2 korony   | 1947   | 1953      | miedzionikiel | 23,5          | 6        | ząbkowany | [ 88 ] [ 39 ] [ 73 ] [ 89 ]                    |
| 5 koron    | —      | —         | aluminium     | 23,5          | 1,67     | ząbkowany | [ 72 ] [ 90 ] [ 91 ]                           |
|            |        |           |               |               |          |           |                                                |
| 1 halerz   | 1953   | 1993 C, S | aluminium     | 16            | 0,5      | gładki    | [ 39 ] [ 92 ] [ 93 ] [ 94 ] [ 95 ] [ 96 ]      |
| 3 halerze  | 1953   | 1976      | aluminium     | 18            | 0,66     | gładki    | [ 39 ] [ 92 ] [ 97 ] [ 98 ] [ 99 ]             |
| 5 halerzy  | 1953   | 1978      | aluminium     | 20            | 0,8      | gładki    | [ 39 ] [ 92 ] [ 100 ] [ 101 ] [ 102 ]          |
| 10 halerzy | 1953   | 1977      | aluminium     | 22            | 1,18     | ząbkowany | [ 39 ] [ 92 ] [ 103 ] [ 104 ] [ 105 ]          |
| 25 halerzy | 1953   | 1972      | aluminium     | 24            | 1,43     | ząbkowany | [ 39 ] [ 92 ] [ 106 ] [ 107 ] [ 108 ]          |
| 1 korona   | 1957   | 1993 C, S | brązal        | 23            | 4        | ząbkowany | [ 109 ] [ 110 ] [ 111 ] [ 112 ] [ 75 ] [ 113 ] |

## Czechosłowacka Republika Socjalistyczna (1960–1990)

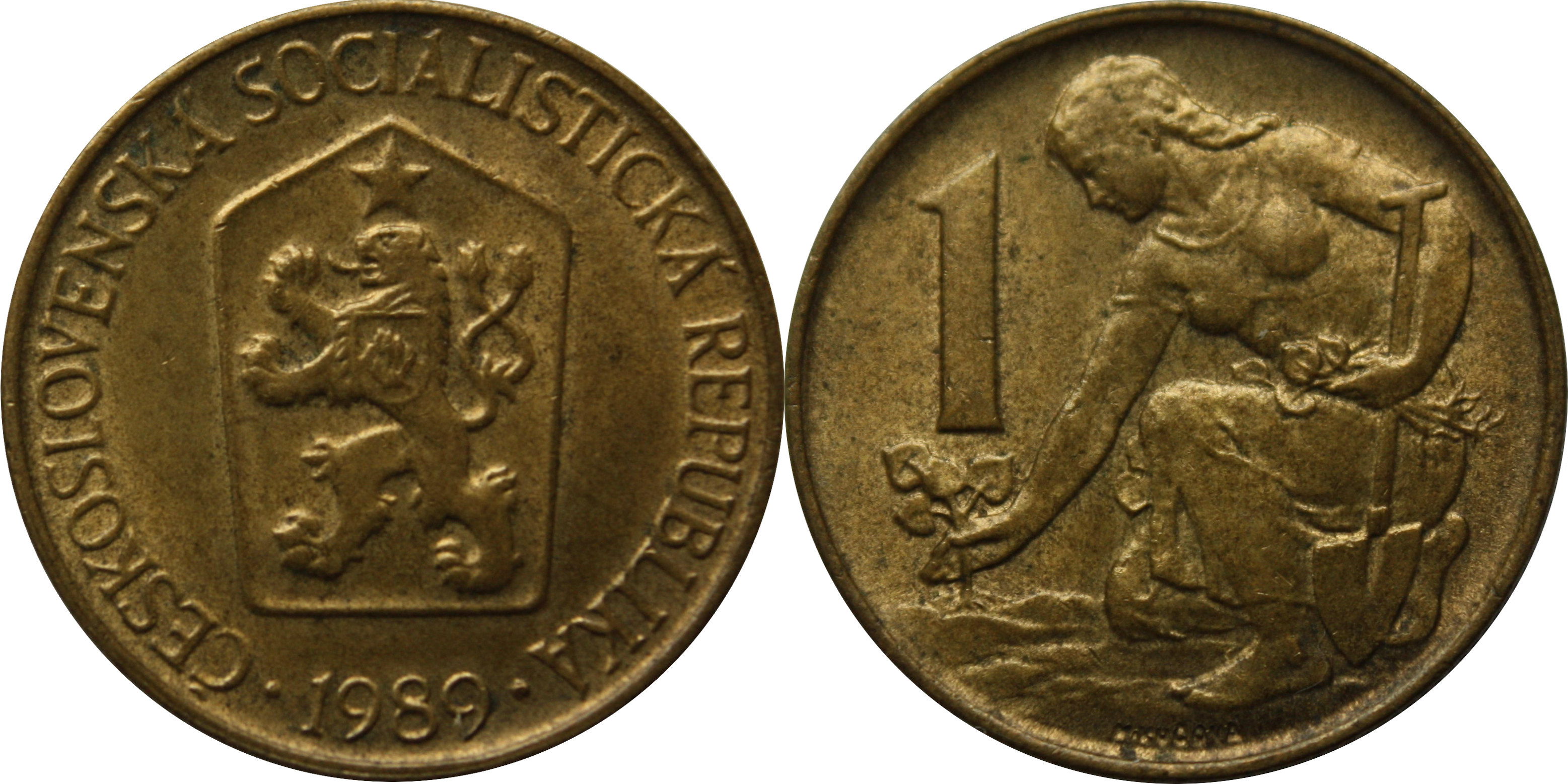
Moneta o nominale 1 Kčs według wzoru z 1961 roku

Po uchwaleniu w 1960 roku konstytucji ČSSR, a co za tym idzie zmianie urzędowej nazwy kraju oraz herbu państwowego, niezbędne stało się dostosowanie do nowej symboliki także wyglądu czechosłowackich monet. Serią rozporządzeń z lat 1961–1962 przyjęto nowy wzór awersu, zawierający nowy emblemat państwowy oraz nazwę „Czechosłowacka Republika Socjalistyczna” w legendzie. W 1963 roku rozpoczęto także bicie w mosiądzu monet o nominale 50 h o wyglądzie zbliżonym do pozostałych monet zdawkowych. Ponadto w latach 1965 i 1966 rozpoczęto emisję wykonanych z miedzioniklu monet o wyższych nominałach – odpowiednio 3 i 5 Kčs. Rewers monety 3-koronowej zaprojektowali Zdeněk Kolářský i Eduard Hajek. Przedstawiał on ułożony na tle wstęgi kwiat, utworzony przez przypominające pięcioramienną gwiazdę liście lipy. Projekt monety o nominale 5 Kčs został opracowany przez Jiříego Harcubę. Przedstawiał on żurawie budowlane, pięcioramienną gwiazdę oraz stylizowany kwiat.
W latach 70. rozpoczęto emisję nowej serii czechosłowackich drobnych monet, których projektantem był František David. Na ich wzór składały się charakterystycznie nakładające się na siebie cyfry i litery tworzące nominał numizmatów, umieszczone pod pięcioramienną gwiazdą. W 1972 roku wprowadzono do obiegu monetę o nominale 20 h, 1974 – 10 h, 1977 – 5 h, a w 1978 – 50 h. Także w 1972 roku rozpoczęto bicie monet o nominale 2 Kčs, na których rewersie umieszczono sierp, młot i pięcioramienną gwiazdę, ułożone na wstęgach układających się w stylizowany liść lipy. Wzór zaprojektował Jozef Nálepa.
| nominał    | emisja | wycofanie | stop          | średnica [mm] | masa [g] | rant                 | przypisy                                        |
| ---------- | ------ | --------- | ------------- | ------------- | -------- | -------------------- | ----------------------------------------------- |
| 1 halerz   | 1962   | 1993 C, S | aluminium     | 16            | 0,5      | gładki               | [ 115 ] [ 93 ] [ 94 ] [ 132 ] [ 133 ]           |
| 3 halerze  | 1962   | 1976      | aluminium     | 18            | 0,66     | gładki               | [ 116 ] [ 97 ] [ 134 ] [ 135 ]                  |
| 5 halerzy  | 1962   | 1978      | aluminium     | 20            | 0,8      | gładki               | [ 116 ] [ 100 ] [ 136 ] [ 137 ]                 |
| 10 halerzy | 1961   | 1977      | aluminium     | 22            | 1,18     | ząbkowany            | [ 114 ] [ 103 ] [ 138 ] [ 139 ]                 |
| 25 halerzy | 1962   | 1972      | aluminium     | 24            | 1,43     | ząbkowany            | [ 116 ] [ 106 ] [ 140 ] [ 141 ]                 |
| 50 halerzy | 1963   | 1979      | mosiądz       | 21,5          | 3        | ząbkowany            | [ 142 ] [ 118 ] [ 143 ] [ 117 ] [ 144 ]         |
| 1 korona   | 1961   | 1993 C, S | brązal        | 23            | 4        | ząbkowany            | [ 114 ] [ 111 ] [ 112 ] [ 145 ] [ 146 ]         |
| 3 korony   | 1965   | 1972      | miedzionikiel | 23,5          | 5,5      | dekorowany × 〜 × 〜 | [ 147 ] [ 120 ] [ 106 ] [ 119 ] [ 148 ]         |
| 5 koron    | 1966   | 1993 C, S | miedzionikiel | 26            | 7        | dekorowany ⬥ ~ ⬥ ~   | [ 147 ] [ 122 ] [ 149 ] [ 150 ] [ 121 ] [ 151 ] |
|            |        |           |               |               |          |                      |                                                 |
| 5 halerzy  | 1977   | 1993 C, S | aluminium     | 16,2          | 0,75     | gładki               | [ 128 ] [ 93 ] [ 94 ] [ 127 ] [ 152 ]           |
| 10 halerzy | 1974   | 1993 C, S | aluminium     | 18,2          | 0,9      | gładki               | [ 126 ] [ 153 ] [ 154 ] [ 125 ] [ 155 ]         |
| 20 halerzy | 1972   | 1993 C, S | mosiądz       | 19,5          | 2,6      | ząbkowany            | [ 124 ] [ 156 ] [ 157 ] [ 123 ] [ 158 ]         |
| 50 halerzy | 1978   | 1993 C, S | miedzionikiel | 20,8          | 3,2      | ząbkowany            | [ 130 ] [ 159 ] [ 112 ] [ 129 ] [ 160 ]         |
| 2 korony   | 1972   | 1993 C, S | miedzionikiel | 24            | 6        | dekorowany × ⬥ × ⬥   | [ 124 ] [ 161 ] [ 150 ] [ 131 ] [ 162 ]         |

## Czeska i Słowacka Republika Federacyjna (1990–1992)

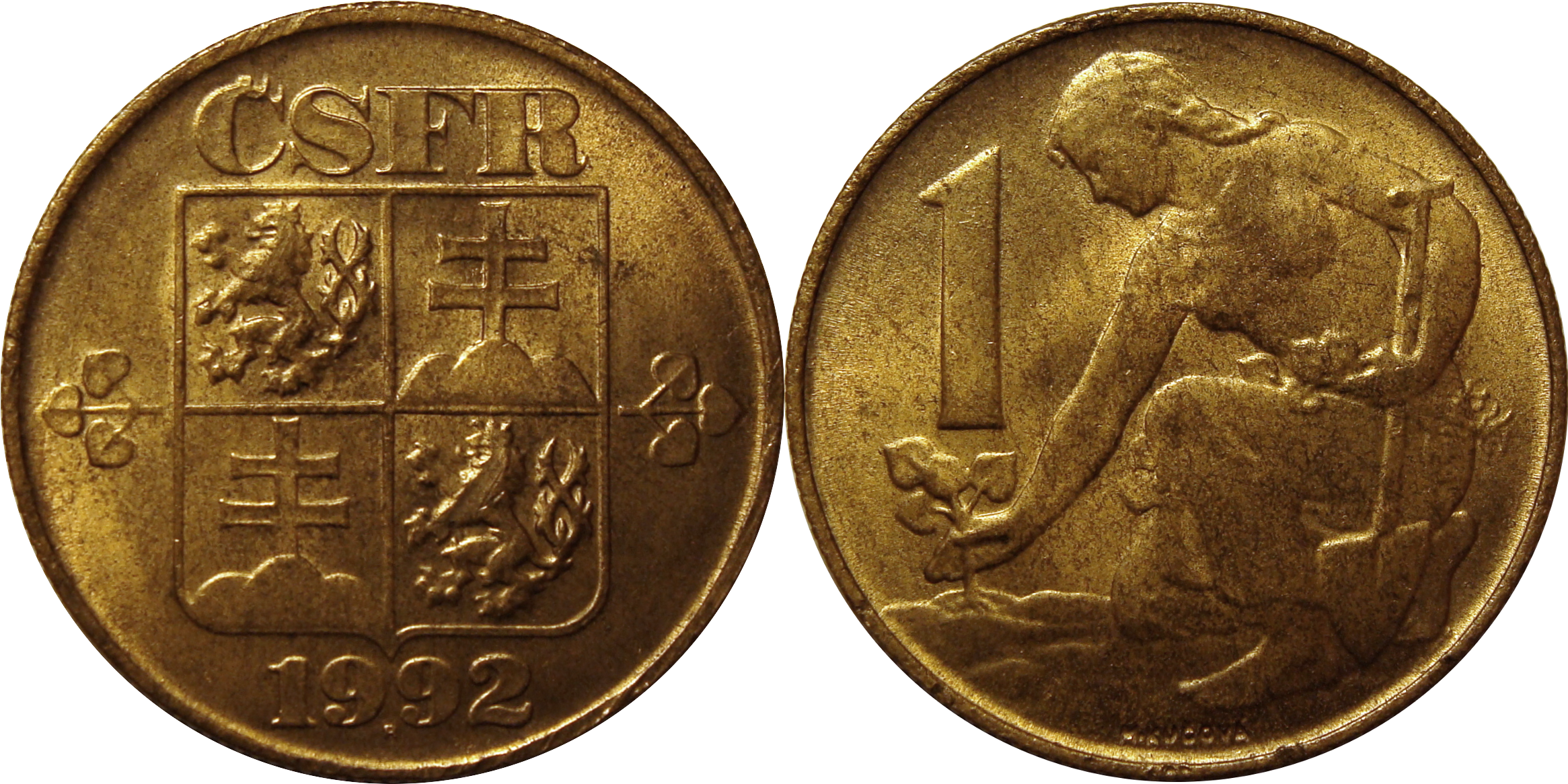
Moneta o nominale 1 Kčs według wzoru z 1991 roku

Zmiana nazwy kraju w marcu 1990 roku oraz przyjęcie miesiąc później nowego herbu Republiki raz jeszcze zmusiły czechosłowackie władze do modyfikacji obowiązującego wzoru monet obiegowych. Utrzymano oficjalny status ośmiu monet: pięciu drobnych (w tym o nominale 1 h według wzoru z 1953 roku) oraz grubych o nominałach 1, 2 i 5 Kčs. Z rewersu monet zdawkowych oraz monety o nominale 5 Kčs usunięto pięcioramienną gwiazdę; podobnie na monecie o nominale 2 Kčs socjalistyczne symbole zastąpiono liściem lipy. Bez zmian pozostał rewers monety o nominale 1 Kčs. Na awersie wszystkich z nich zamieszczono skrót urzędowej nazwy państwa, „ČSFR”, oraz aktualny herb kraju według projektu Miroslava Rónaia.
| nominał    | emisja | wycofanie | stop          | średnica [mm] | masa [g] | rant               | przypisy                                |
| ---------- | ------ | --------- | ------------- | ------------- | -------- | ------------------ | --------------------------------------- |
| 1 halerz   | 1991   | 1993 C, S | aluminium     | 16            | 0,5      | gładki             | [ 163 ] [ 93 ] [ 94 ] [ 164 ] [ 165 ]   |
| 5 halerzy  | 1991   | 1993 C, S | aluminium     | 16,2          | 0,75     | gładki             | [ 163 ] [ 93 ] [ 94 ] [ 166 ] [ 167 ]   |
| 10 halerzy | 1991   | 1993 C, S | aluminium     | 18,2          | 0,9      | gładki             | [ 163 ] [ 153 ] [ 154 ] [ 168 ] [ 169 ] |
| 20 halerzy | 1991   | 1993 C, S | mosiądz       | 19,5          | 2,6      | ząbkowany          | [ 163 ] [ 156 ] [ 157 ] [ 170 ] [ 171 ] |
| 50 halerzy | 1991   | 1993 C, S | miedzionikiel | 20,8          | 3,2      | ząbkowany          | [ 163 ] [ 159 ] [ 112 ] [ 172 ] [ 173 ] |
| 1 korona   | 1991   | 1993 C, S | brązal        | 23            | 4        | ząbkowany          | [ 163 ] [ 111 ] [ 112 ] [ 174 ] [ 175 ] |
| 2 korony   | 1991   | 1993 C, S | miedzionikiel | 24            | 6        | dekorowany × ⬥ × ⬥ | [ 163 ] [ 161 ] [ 150 ] [ 176 ] [ 177 ] |
| 5 koron    | 1991   | 1993 C, S | miedzionikiel | 26            | 7        | dekorowany ⬥ ~ ⬥ ~ | [ 163 ] [ 149 ] [ 150 ] [ 178 ] [ 179 ] |